# Кисляки (Псковская область)
Кисляки — деревня в Опочецком районе Псковской области России. Входит в состав Звонской волости.
Расположена в 12 км к югу от города Опочка, на восточном побережье озера Кудо.
Численность населения по состоянию на 2000 год составляла 16 человек, на 2012 год — 6 человек.